# Mitra lorenzi
Mitra lorenzi is een slakkensoort uit de familie van de Mitridae. De wetenschappelijke naam van de soort is voor het eerst geldig gepubliceerd in 2006 door Poppe & Tagaro.